# Red Atlas
La Red Atlas —en inglés Atlas Network—, anteriormente conocida como Fundación de Investigación Económica Atlas, es una organización sin ánimo de lucro con sede en los Estados Unidos que, según sus propios estatutos, tiene como objetivo promover políticas económicas de libre mercado en todo el mundo. La Red Atlas ha concedido auspicios por valor de más de 20 millones de dólares. En Latinoamérica los cuadros liberales en economía y ultraconservadores en política regional que formó la ONG acompañaron varios procesos de golpes de estado en la región. Según su sitio web, la Red Atlas no lleva su nombre por la novela de la minarquista Ayn Rand, La rebelión de Atlas.

## Historia
Atlas fue fundada en 1981 por Sir Antony Fisher. Después de fundar el Instituto de Asuntos Económicos en Londres en 1955, que en la década del ‘80 se convertiría en la revolución conservadora de Margaret Thatcher, Fisher había ayudado a establecer el Instituto Fraser, el Instituto Manhattan y el Instituto de Investigación del Pacífico en la década de 1970. Fisher concibió el Atlas como un medio para conectar a varios grupos de expertos a través de una red global a través de la cual las organizaciones podrían aprender las mejores prácticas unas de otras y "pasar las mejores ideas de investigación y políticas de una a otra, evitando así la necesidad de reinventar la rueda". Atlas ha sido descrito como "auto replicativo, un think tank que crea think tanks".
Según el Global Go to Think Tank Index Report de 2014, Atlas ocupa el puesto 57 (de 60) en los "Top Think Tanks in the United States".
El jefe ejecutivo de la Red Atlas es Brad Lips. Lips se unió a Atlas en 1999 y se convirtió en CEO en 2009. Matt Warner es el presidente.

## Financiación
En 2005, Atlas había recibido 440.000 dólares de la empresa ExxonMobil, y ha recibido al menos 825.000 dólares de la empresa tabacalera Philip Morris. De los socios de la Red Atlas, el 57% en los Estados Unidos había recibido fondos de la industria tabacalera. Atlas ha recibido fondos de las fundaciones de la familia Koch.
Un artículo en el Washington Times (una publicación de derecha política) dice que Atlas promueve centros de estudios que apoyan los derechos de propiedad privada, el gobierno limitado, el imperio de la ley y la economía de mercado.
Un artículo en Intercept (una publicación de izquierda política) dice que Atlas opera como una extensión de la política exterior de los Estados Unidos, y que los think tanks afiliados a Atlas reciben fondos del Departamento de Estado de los Estados Unidos y el National Endowment for Democracy.

## Programas

### Capacitación y creación de redes
Atlas ofrece apoyo financiero para que los ejecutivos de los grupos de reflexión puedan participar en conferencias que incluyen sesiones de capacitación sobre la gestión de organizaciones sin fines de lucro. La organización organiza cuatro Foros de la Libertad regionales (en Asia, África, América Latina y Europa) y una conferencia internacional en los Estados Unidos que convoca a personal de grupos de reflexión y a asistentes de todo el mundo.
Red Atlas opera directamente programas de capacitación en línea y en persona que ayudan a los líderes de think tanks y empresarios intelectuales a desarrollar y refinar planes estratégicos para sus organizaciones. Los cursos incluyen seminarios, ejercicios en el aula, proyectos grupales y conferencias de oradores externos y personal de Red Atlas.

### Programas pasados
Atlas se ha asociado con la Fundación F. A.  Hayek en Eslovaquia, la Asociación para el Pensamiento Liberal en Turquía, el Instituto Lituano de Libre Mercado y Libertad y Desarrollo en Chile para establecer Centros de Capacitación en Libre Empresa.
Trabajando con la organización FreedomWorks y los representantes Paul Ryan y Mike Pence, Atlas Sound Money Project's A Guide to Sound Money fue publicado en diciembre de 2010. El proyecto busca definir principios de "dinero sólido", contrarrestando las políticas gubernamentales que Atlas considera inflacionarias.

### Auspicios
Atlas proporciona cantidades limitadas de fondos iniciales a nuevos grupos de reflexión caso por caso. Por lo general, las subvenciones se otorgan para proyectos específicos y oscilan entre 2.000 y 5.000 dólares. En 2014, la Red Atlas proporcionó financiación en forma de subvenciones por valor de 4.340.000 dólares a 177 asociados de 68 países diferentes.
La organización ha proporcionado cientos de subvenciones a grupos de promoción del libre mercado en América Latina, incluyendo a grupos que respaldaron el Movimiento Brasil Libre contra la presidente Dilma Roussef, destituida en 2016. Atlas financió la Fundación Pensar un think tank que se fusionó con el partido político formado por Mauricio Macri, empresario que se convirtió en presidente de Argentina. Atlas también apoyó el movimiento antigubernamental en Venezuela, la campaña presidencial de Sebastián Piñera, y financió a la Fundación Eléutera en Honduras.

### Programas de extensión
La Iniciativa Global Atlas para el Libre Comercio, la Paz y la Prosperidad tiene la misión de promover la libertad individual, los derechos humanos y el gobierno limitado a través de barreras lingüísticas y culturales en el extranjero. El programa incluye la publicación y distribución de libros, la distribución de artículos a través de los medios tradicionales, la organización de eventos y otras actividades.

### Premios que otorga
- Premios de la Libertad Templeton. Otorgado desde 2004, lleva el nombre del difunto inversor y filántropo Sir John Templeton.[18] El premio honra anualmente su legado al identificar y reconocer las contribuciones más excepcionales e innovadoras a la comprensión de la libre empresa y las políticas públicas que fomentan la prosperidad, la innovación y la realización humana a través de la libre competencia. El premio cuenta con el apoyo financiero del Templeton Religion Trust y fue presentado durante la ceremonia de clausura del Liberty Forum & Freedom Dinner de Red Atlas, en la ciudad de Nueva York. La organización ganadora recibe un premio de $100.000 y los cinco finalistas reciben $20.000.
- Premios al Mérito Sir Antony Fisher. Este premio se otorga desde 1990 en honor a Sir Antony Fisher, el difunto fundador de Atlas. Anualmente se otorgan $10,000 al trabajo por alcanzar una sociedad libre. Se entrega en la Cena de Premios Fisher.[1]